# Marukawichthys pacificus
Marukawichthys pacificus är en fiskart som beskrevs av Yabe, 1983. Marukawichthys pacificus ingår i släktet Marukawichthys och familjen Ereuniidae. Inga underarter finns listade i Catalogue of Life.